# Primavera (politica)
Primavera fu una corrente della Democrazia Cristiana; fondata nel 1954, si posizionava a destra e concluse la sua attività dopo la mancata elezione del suo leader, Giulio Andreotti, a Presidente della Repubblica nel 1992.

## Storia della corrente
L'affermazione della segreteria di Amintore Fanfani e della sua corrente Iniziativa democratica favorì l'emergere di correnti minoritarie, fra le quali proprio quella riconducibile a Giulio Andreotti. Di orientamento conservatore, ereditava sostanzialmente i quadri degasperiani e godeva dell'appoggio del Vaticano.
La sua principale zona d'influenza era il Lazio (dove si valeva di proconsoli territoriali come Franco Evangelisti prima e Vittorio Sbardella dopo, oltre che di "specialisti" nelle varie istituzioni quali il magistrato di Cassazione Claudio Vitalone e il cardinale di Curia Fiorenzo Angelini), che si alleava periodicamente con correnti espresse da altre realtà territoriali: da ultimo, negli anni ottanta, furono organici ad essa quelle napoletane di Enzo Scotti e Paolo Cirino Pomicino, quella bresciana di Giovanni Prandini, quella milanese di Luigi Baruffi, quella emiliano-romagnola di Nino Cristofori, quella Toscana di Tommaso Bisagno, quella piemontese di Silvio Lega, quella calabrese di Camelo Pujia. Al di là delle espressioni geografiche, un lungo tratto di cammino insieme compirono anche le frange politiche di Comunione e Liberazione, pur mantenendo un ampio margine di autonomia. 
Essa si distinse in merito alla vicenda che coinvolse Piero Piccioni, figlio del vicesegretario nazionale Attilio, protagonista del caso Montesi. 
In seguito collaborò con i moderati dorotei per scalzare Amintore Fanfani, costringendolo alle dimissioni dalla Presidenza del consiglio e dalla segreteria del partito.  
Nel 1968, a seguito dell'arrivo dei palermitani Salvo Lima, Vito Ciancimino, il catanese Nino Drago e i cugini Ignazio e Nino Salvo, la corrente iniziò a raccogliere consensi anche in Sicilia. Si trattava di "una sorta di curva Sud del partito (...) inizialmente marginale all'interno della Dc", : Franco Evangelisti la battezzò "corrente Primavera", prendendo il nome in prestito dal gergo calcistico, ed in cambio del sostegno offerto ebbe mano libera nel gestire la speculazione edilizia nella Capitale nel successivo ventennio.
Il suo organo ufficiale fu la rivista quindicinale «Concretezza».

## Rapporti con la mafia

### Salvo Lima

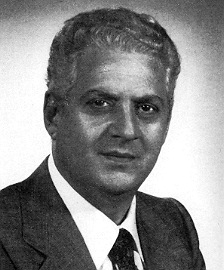
Salvo Lima (1928-1992)

Come afferma nel 1996 l'ispettore della Polizia di Stato Salvatore Bonferraro, teste del processo a carico di Giulio Andreotti, Lima fu in rapporti di affari con Francesco Vassallo, notissimo costruttore palermitano e spesso citato nelle relazioni della Commissione antimafia:
Ho svolto accertamenti anagrafici presso il Municipio di Palermo, dal quale accertamento è emerso che Lima Salvatore Achille Ettore di Vincenzo in altri atti generalizzato, ha risieduto anagraficamente dal 04/08/1961 al 09/07/1979 in un appartamento sito al civico 175 della via Marchese di Villabianca. Vi ha risieduto per diciotto anni. La via Marchese di Villabianca comunemente è nota, per la maggior parte dei palermitani, come via Roma Nuova. Per detto appartamento ho acquisito anche presso la Conservatoria dei Registri Immobiliari di Palermo la nota di trascrizione 19866 del 15/07/1961 e dalla quale si evince che l'appartamento è stato acquistato, intestato a Lima Salvatore, dal costruttore Vassallo Francesco nato a Palermo il 18/07/1909 deceduto, noto come costruttore Ciccio Vassallo.
Nel 1974 Paolo Sylos Labini si dimise dal comitato tecnico-scientifico del ministero del Bilancio, di cui faceva parte da circa dieci anni, quando Giulio Andreotti, ministro in carica per quel dicastero, nominò come sottosegretario Salvo Lima, che già all'epoca era comparso varie volte nelle relazioni della Commissione parlamentare antimafia ed era stato oggetto di quattro richieste di autorizzazioni a procedere nei suoi confronti.
Prima delle dimissioni, Sylos Labini sollevò il problema col presidente del consiglio Aldo Moro, il quale affermò di non poter fare nulla in quanto «Lima è troppo forte e troppo pericoloso». Sylos Labini si rivolse allora direttamente ad Andreotti, affermando: «O lei revoca la nomina di Lima, che scredita l'immagine del ministero, o mi dimetto». Andreotti non lo lasciò nemmeno finire e lo liquidò rinviando il discorso.
Il pentito Tommaso Buscetta rilasciò nel settembre del 1992 alcune dichiarazioni secondo cui Lima aveva avuto rapporti, ma senza essere affiliato, con la famiglia mafiosa dei La Barbera (della quale invece era stato parte il padre Vincenzo). Egli inoltre affermò di essersi incontrato con il deputato nel 1980 durante la sua latitanza.
Il pentito Gaspare Mutolo ha enucleato ai magistrati Pier Luigi Vigna e Paolo Borsellino il ruolo di mediatore ricoperto da Lima tra mafia e politica, riconoscendo responsabilità in capo a Giulio Andreotti. Nella sentenza di primo grado del processo contro lo stesso Andreotti (pronunciata il 23 ottobre del 1999), la Corte dichiara nella seconda sezione del provvedimento emanato che dagli elementi di prova acquisiti si desume che già prima di aderire alla corrente andreottiana, l'on. Lima aveva instaurato un rapporto di stabile collaborazione con "Cosa Nostra".
Il pentito Leonardo Messina effettuò dichiarazioni ai giudici in merito alle responsabilità di Lima nei tentativi di aggiustamento del maxiprocesso alla mafia.
Il 12 marzo del 1992, mentre Lima stava per recarsi al lavoro dalla sua villa di Mondello a bordo di un'auto, un commando con alla testa due uomini in motocicletta sparò alcuni colpi di arma da fuoco contro la vettura, bloccandola. Mentre Lima scendeva dall'auto cercando di mettersi in salvo, venne raggiunto dai killer e ucciso a colpi di pistola. La mano che commise il delitto fu sicuramente mafiosa.

### Giulio Andreotti

Giulio Andreotti

Andreotti è stato sottoposto a giudizio a Palermo per concorso esterno in associazione mafiosa.
La sentenza di primo grado, emessa il 23 ottobre 1999, lo aveva assolto perché il fatto non sussiste. Interrogato dalla procura di Palermo il 19 maggio 1993, il sovraintendente capo della polizia Francesco Stramandino, dichiarò di aver assistito il 19 agosto 1985, in qualità di responsabile della sicurezza dell'allora ministro degli Esteri Andreotti, ad un incontro tra lo stesso politico e quello che solo successivamente sarà identificato come boss Andrea Manciaracina, all'epoca sorvegliato speciale e uomo di fiducia di Totò Riina. Lo stesso Andreotti ammise in aula l'incontro con Manciaracina, spiegando che il colloquio ebbe a che fare con problemi relativi alla legislazione sulla pesca. Il tribunale definì «inverosimile» la «ricostruzione dell'episodio offerta dall'imputato». Pur confermando che Andreotti incontrò uomini appartenenti a Cosa Nostra anche dopo la primavera del 1980, il tribunale stabilì che mancava «qualsiasi elemento che consentisse di ricostruire il contenuto del colloquio». La versione fornita dall'onorevole Andreotti, secondo il tribunale, potrebbe essere dovuta «al suo intento di non offuscare la propria immagine pubblica ammettendo di avere incontrato un soggetto strettamente collegato alla criminalità organizzata e di avere conferito con lui in modo assolutamente riservato».
La sentenza di appello, emessa il 2 maggio 2003, invece, distinguendo il giudizio tra i fatti fino al 1980 e quelli successivi, stabilì per i primi il non luogo a procedere per prescrizione nei confronti di Andreotti. Per i fatti successivi alla primavera del 1980 Andreotti è stato invece assolto. Un passaggio della motivazione della sentenza della Corte di Appello di Palermo del 2 maggio 2003, parla di «un'autentica, stabile ed amichevole disponibilità dell'imputato verso i mafiosi fino alla primavera del 1980».
Sia l'accusa sia la difesa presentarono ricorso in Cassazione, l'una contro l'assoluzione per i fatti posteriori al 1980 e l'altra per ottenere un'assoluzione piena anche per i fatti anteriori in accordo con la sentenza di primo grado. Tuttavia la Corte di cassazione il 15 ottobre 2004 rigettò entrambi i ricorsi, confermando la sentenza di appello..

## Principali esponenti
- Giulio Andreotti, sette volte Presidente del Consiglio; otto volte Ministro della difesa; cinque volte Ministro degli affari esteri; tre volte Ministro delle partecipazioni statali; due volte Ministro delle Finanze, Ministro del bilancio e della programmazione economica e Ministro dell'industria; una volta Ministro del tesoro, Ministro dell'interno, Ministro dei beni culturali e ambientali e Ministro per gli affari comunitari;
- Franco Evangelisti, Ministro della marina mercantile, sottosegretario al Turismo e allo Spettacolo e alla Presidenza del Consiglio;
- Paolo Cirino Pomicino, ministro della Funzione Pubblica e Ministro del bilancio e della programmazione economica, detto O Ministro;
- Fiorenzo Angelini, cardinale e arcivescovo, detto Sua Sanità, poiché è stato ministro della Sanità della Santa Sede;
- Nino Cristofori, sottosegretario alla Sanità, all'Industria, al Commercio, all'Artigianato, al Lavoro e alla Previdenza Sociale, infine alla Presidenza del Consiglio;
- Amerigo Petrucci, sindaco di Roma e sottosegretario alla Difesa;
- Salvo Lima, deputato, eurodeputato e Sindaco di Palermo;
- Vittorio Sbardella, deputato, detto lo Squalo;
- Giuseppe Ciarrapico, imprenditore e deputato, detto il Ciarra;
- Claudio Vitalone, magistrato e senatore;
- Vito Ciancimino, sindaco di Palermo e assessore ai lavori pubblici.